# برنامه اقدام هفت‌ساله مسلمانان درباره تغییر آب و هوا
برنامه اقدام هفت‌ساله مسلمانان دربارهٔ تغییر آب و هوا (به انگلیسی: Muslim Seven Year Action Plan on Climate Change)، یک برنامه اقدام آب و هوایی برای جامعه جهانی اسلامی است که برای سال ۲۰۱۰ تا ۲۰۱۷ برنامه‌ریزی شد. این برنامه توسط مرکز گفتگوی جفت‌های زمینی بریتانیا و وزارت اوقاف و امور اسلامی کویت گسترش یافته‌است. این برنامه یکی از چندین برنامه اقدام چندساله آب و هوایی است که توسط جوامع مذهبی اصلی تهیه شده‌است که با هماهنگی پیمان ادیان و حفاظت و برنامه توسعه سازمان ملل متحد تهیه شده‌است.